# Guillaume Blanchard
Pour les articles homonymes, voir Blanchard.
Guillaume Ross (Port-Royal, 1650-1716) est l'un des premiers colons établi à Petitcoudiac au Nouveau-Brunswick.

## Biographie
Ses parents sont Jean-Blanchard et Radegonde Lambert. En 1672, il épousa Huguette Gougeon, fille d’Antoine Gougeon et de Jeanne Chabrat. Ils eurent douze enfants entre les années 1674 et 1698, dont René, Antoine et Jean.
Au mois de juillet 1698, Blanchard et deux de ses fils se joignirent à la seconde expédition de Pierre Thibaudeau à la rivière Chipoudy. Voyageant sur leur propre bateau, les Blanchard explorèrent la rivière Petitcodiac avant de rentrer à Port-Royal quelques mois plus tard. Ils retournèrent à la Petitcodiac à l'été de 1699, où ils fondèrent, vraisemblablement près de l’actuel Hillsborough, une petite colonie connue pendant un certain temps comme « village des Blanchard » et ensuite Petitcoudiac. Blanchard y revint l’année suivante et de nouveau en 1701. La colonie de Petitcoudiac devint permanente cette année-là car sa fille, son gendre et deux de ses fils y demeurèrent durant l’hiver.
Claude-Sébastien de Villieu menaçait Blanchard de poursuites judiciaires au nom de son beau-père, Michel Leneuf de La Vallière père, habitant de Beaubassin, qui prétendait que les établissements de Chipoudy et Petitcodiac faisaient partie de sa seigneurie. Le Conseil d’État confirma les colons dans la possession de leurs terres par un décret qu’il rendit en 1703 et renouvela en 1705, mais déclara que La Vallière jouirait des droits seigneuriaux sur le territoire.
Après cette défaite, les Blanchard et leurs descendants perdirent tout espoir d'obtenir des droits seigneuriaux.
Guillaume Blanchard eut de nombreux descendants. En effet, un recensement effectué en 1752 dénombrait plusieurs Blanchard, vraisemblablement des descendants de Guillaume, parmi les 300 habitants du village de Petitcoudiac.